# Natalija Šarova
Natalija Šarova (rusko Наталья Шарова), ruska atletinja, * 4. oktober 1972, Sovjetska zveza.
Ni nastopila na poletnih olimpijskih igrah. Na svetovnih prvenstvih je osvojila naslov prvakinje v štafeti 4x400 m leta 1999, kot tudi na svetovnih dvoranskih prvenstvih leta 1997.